# Hymno Patriotico
Hymno Patriotico (pol. Hymn Patriotyczny) – pierwszy hymn państwowy Portugalii, używany w latach 1809–1834. Autorem słów oraz kompozytorem jest Marcos Portugal.

## Słowa
Eis, oh Rei Excelso
os votos sagrados
q’os Lusos honrados
vêm livres, vêm livres fazer
vêm livres fazer
Por vós, pela Pátria
o Sangue daremos
por glória só temos
vencer ou morrer
vencer ou morrer
ou morrer
ou morrer